# Heavy Rain
Heavy Rain je debitantski studijski album slovenske alternativne rock skupine All Strings Detached. Izdan je bil 15. junija 2014 pri [[|Založba Radia Študent|Založbi Radia Študent]].

## Kritični odziv
Za Rockline je Aleš Podbrežnik v recenziji zapisal: "Ker so skladbe zapeljane v umirjeno sanjavem tempu, je občutek, kot bi album zaobjemala ena sama skladba, dolga preko 51 minut. To je tudi nemara edina resna hiba izdelka, saj ga lahko kdo doživi monotono," dodal pa je še: "Gre za smeli prvenec, ki ponuja jasen uvid v izrazne posebnosti glasbenega dosjeja dua All Strings Detached na katere velja biti pozoren tudi v prihodnje [...]". Albumu je dodelil tri in pol zvezdice.

## Seznam pesmi
Vse pesmi sta napisali Jana Beltran in Vesna Godler.
| Št. | Naslov             | Dolžina |
| --- | ------------------ | ------- |
| 1.  | „I Once Had a Man‟ | 4:11    |
| 2.  | „To Do‟            | 4:05    |
| 3.  | „Winter Scene‟     | 5:28    |
| 4.  | „Studio‟           | 4:46    |
| 5.  | „Nick Cave‟        | 7:51    |
| 6.  | „Balcony‟          | 4:45    |
| 7.  | „Trade Market‟     | 4:25    |
| 8.  | „If You‟           | 5:04    |
| 9.  | „You Go Deep‟      | 7:33    |
| 10. | „Slow Mind‟        | 2:56    |

## Zasedba
All Strings Detached
- Jana Beltran — vokal, akustična kitara, električna kitara
- Vesna Godler — vokal, bas kitara, bobni

Tehnično osebje
- Vlado Lešnjak — snemanje, miksanje, produkcija